# Tendayi Darikwa
Tendayi David Darikwa, född 13 december 1991 i Nottingham, England, är en zimbabwisk fotbollsspelare som spelar för Apollon Limassol.

## Klubbkarriär

### Chesterfield
Darikwa kom till Chesterfield som 16-åring. Han skrev sommaren 2010 på sitt första A-lagskontrakt med klubben. I oktober 2010 lånades Darikwa ut till Barrow på ett låneavtal över en månad. Den 30 oktober 2010 debuterade han i Conference Premier i en 5–0-förlust mot Rushden & Diamonds. Det blev även Darikwas enda match i klubben.
Den 27 november 2010 debuterade Darikwa för Chesterfield i en 3–1-förlust mot Burton Albion i FA-cupen. I början av 2012 var Darikwa utlånad till Hinckley United, där han spelade totalt fem ligamatcher. Den 25 februari 2012 debuterade Darikwa i League One i en 1–0-förlust mot Notts County. Han spelade ytterligare en ligamatch samt en match i Football League Trophy för Chesterfield under säsongen 2011/2012. I november 2012 förlängde Darikwa sitt kontrakt i klubben fram till 2015. I december 2012 blev han utsedd till "Football League Young Player of the Month". Under säsongen 2012/2013 fick Darikwa sitt genombrott och han spelade totalt 40 matcher och gjorde fem mål, varav 36 var ligamatcher.
Säsongen 2013/2014 tog Chesterfield sig till final i Football League Trophy. Darikwa spelade hela finalen som dock Chesterfield förlorade med 3–1 mot Peterborough United. Under samma säsong hjälpte han även klubben att bli uppflyttade från League Two. Totalt spelade Darikwa 50 matcher och gjorde fem mål under säsongen, varav 41 var ligamatcher. Under säsongen bytte tränaren John Sheridan även position på Darikwa, från högerytter till högerback.
Säsongen 2014/2015 blev lyckat för Chesterfield som tog sig till uppflyttningsplayoff som nykomlingar. De förlorade dock dubbelmötet mot Preston North End med sammanlagt 4–0. Totalt spelade Darikwa 56 matcher och gjorde ett mål under säsongen, varav 46 var ligamatcher. I maj 2015 blev han utsedd till "Årets spelare i Chesterfield".

### Burnley
Den 30 juli 2015 värvades Darikwa av Burnley, där han skrev på ett treårskontrakt. Darikwa debuterade i Championship den 8 augusti 2015 i en 1–1-match mot Leeds United. Under säsongen 2015/2016 spelade han totalt 24 matcher och gjorde ett mål, varav 21 var ligamatcher. Burnley blev under säsongen även uppflyttade till Premier League.
Säsongen 2016/2017 blev det inget ligaspel för Darikwa i Premier League. Han spelade dock fyra matcher i FA-cupen och en match i Ligacupen.

### Nottingham Forest
Den 26 juli 2017 värvades Darikwa av Nottingham Forest, där han skrev på ett fyraårskontrakt. Darikwa debuterade den 4 augusti 2017 i en 1–0-vinst över Millwall.

### Wigan Athletic
Den 11 januari 2021 värvades Darikwa av Wigan Athletic, där han skrev på ett halvårskontrakt. Darikwa debuterade för klubben fem dagar senare i en 3–3-match mot Rochdale. Den 1 juli 2021 förlängde han sitt kontrakt med två år. Den 21 augusti 2021 gjorde Darikwa sitt första mål för Wigan i en 2–0-vinst över Charlton Athletic.

## Landslagskarriär
Den 8 november 2017 debuterade Darikwa för Zimbabwes landslag i en 1–0-förlust mot Lesotho.

## Karriärstatistik
| Klubb                 | Säsong             | Liga               | Liga    | Liga | FA-cupen | FA-cupen | Ligacupen | Ligacupen | Övrigt  | Övrigt | Totalt  | Totalt |
| Klubb                 | Säsong             | Division           | Matcher | Mål  | Matcher  | Mål      | Matcher   | Mål       | Matcher | Mål    | Matcher | Mål    |
| --------------------- | ------------------ | ------------------ | ------- | ---- | -------- | -------- | --------- | --------- | ------- | ------ | ------- | ------ |
| Chesterfield          | 2010/2011          | League Two         | 0       | 0    | 1        | 0        | 0         | 0         | 0       | 0      | 1       | 0      |
| Chesterfield          | 2011/2012          | League One         | 2       | 0    | 0        | 0        | 0         | 0         | 1       | 0      | 3       | 0      |
| Chesterfield          | 2012/2013          | League Two         | 36      | 5    | 2        | 0        | 1         | 0         | 1       | 0      | 40      | 5      |
| Chesterfield          | 2013/2014          | League Two         | 41      | 3    | 2        | 1        | 1         | 0         | 6       | 1      | 50      | 5      |
| Chesterfield          | 2014/2015          | League One         | 46      | 1    | 6        | 0        | 1         | 0         | 3       | 0      | 56      | 1      |
| Chesterfield          | Totalt             | Totalt             | 125     | 9    | 11       | 1        | 3         | 0         | 11      | 1      | 150     | 11     |
| Barrow (lån)          | 2010/2011          | Conference Premier | 1       | 0    | —        | —        | —         | —         | —       | —      | 1       | 0      |
| Hinckley United (lån) | 2011/2012          | Conference North   | 5       | 0    | —        | —        | —         | —         | —       | —      | 5       | 0      |
| Burnley               | 2015/2016          | Championship       | 21      | 1    | 2        | 0        | 1         | 0         | —       | —      | 24      | 1      |
| Burnley               | 2016/2017          | Premier League     | 0       | 0    | 4        | 0        | 1         | 0         | —       | —      | 5       | 0      |
| Burnley               | Totalt             | Totalt             | 21      | 1    | 6        | 0        | 2         | 0         | —       | —      | 29      | 1      |
| Nottingham Forest     | 2017/2018          | Championship       | 30      | 0    | 0        | 0        | 2         | 1         | —       | —      | 32      | 1      |
| Nottingham Forest     | 2018/2019          | Championship       | 28      | 0    | 1        | 0        | 2         | 0         | —       | —      | 31      | 0      |
| Nottingham Forest     | 2019/2020          | Championship       | 0       | 0    | 0        | 0        | 0         | 0         | —       | —      | 0       | 0      |
| Nottingham Forest     | 2020/2021          | Championship       | 0       | 0    | 0        | 0        | 0         | 0         | —       | —      | 0       | 0      |
| Nottingham Forest     | Totalt             | Totalt             | 58      | 0    | 1        | 0        | 4         | 1         | —       | —      | 63      | 1      |
| Wigan Athletic        | 2020/2021          | League One         | 26      | 0    | 0        | 0        | 0         | 0         | 0       | 0      | 26      | 0      |
| Wigan Athletic        | 2021/2022          | League One         | 15      | 1    | 0        | 0        | 1         | 0         | 0       | 0      | 16      | 1      |
| Wigan Athletic        | Totalt             | Totalt             | 41      | 1    | 0        | 0        | 1         | 0         | 0       | 0      | 42      | 1      |
| Totalt i karriären    | Totalt i karriären | Totalt i karriären | 251     | 11   | 18       | 1        | 10        | 1         | 11      | 1      | 290     | 14     |

1. 1 2 3  Matcher i Football League Trophy
2. ↑  Två matcher i League One-playoff, en match i Football League Trophy